# المسعودية (حمص)
المسعودية قرية في ناحية جب الجراح التابعة لمنطقة المخرّم في محافظة حمص في سورية. بلغ عدد سكان القرية 1755 نسمة حسب تعداد عام 2004.